# アンドレア・マッツァンティーニ
アンドレア・マッツァンティーニ（Andrea Mazzantini, 1968年7月11日 - ）は、イタリア・ラ・スペツィア出身の元サッカー選手。現役時代のポジションはGK。

## 経歴
1996年にインテルナツィオナーレ・ミラノに移籍した。当時イタリア代表のGKジャンルカ・パリューカがレギュラーとしてプレーしていたため、2シーズンでリーグ戦とカップ戦を合わせ、僅か4試合に出場したのみに終わった。1998-99年シーズン途中にACペルージャに移籍し、3シーズン半プレーした。2002-03年シーズンにシエーナに移籍したが、怪我でプレー出来ないまま引退した。

## タイトル
インテル
- UEFAカップ：1997－98